# Korea Open 2017 - Qualificazioni singolare
Le qualificazioni del singolare femminile del Korea Open 2017 sono state un torneo di tennis preliminare per accedere alla fase finale della manifestazione. Le vincitrici dell'ultimo turno sono entrate di diritto nel tabellone principale. In caso di ritiro di una o più giocatrici aventi diritto a queste sono subentrati le lucky loser, ossia le giocatrici che hanno perso nell'ultimo turno ma che avevano una classifica più alta rispetto alle altre partecipanti che avevano comunque perso nel turno finale.

## Teste di serie
1. Tereza Martincová (ultimo turno)
2. Arantxa Rus (qualificata)
3. Luksika Kumkhum (qualificata)
4. Miharu Imanishi (ultimo turno)
5. Peangtarn Plipuech (qualificata)
6. Karolína Muchová (qualificata)

1. Jennifer Elie (ultimo turno)
2. Varatchaya Wongteanchai (qualificata)
3. Katy Dunne (ultimo turno)
4. Priscilla Hon (qualificata)
5. Anna Morgina (ultimo turno)
6. Kim Na-ri (ultimo turno)

## Qualificate
1. Priscilla Hon
2. Arantxa Rus
3. Luksika Kumkhum

1. Varatchaya Wongteanchai
2. Peangtarn Plipuech
3. Karolína Muchová

## Tabellone

### Legenda
| - Q = Qualificato - WC = Wild card - LL = Lucky loser | - ALT = Alternate - SE = Special Exempt - PR = Protected Ranking | - w/o = Walkover - r = Ritirato - d = Squalificato |

### Sezione 1
|  | Primo turno | Primo turno         | Primo turno         | Primo turno | Primo turno |  |  | Ultimo turno | Ultimo turno      | Ultimo turno      | Ultimo turno | Ultimo turno |  |
|  |             |                     |                     |             |             |  |  |              |                   |                   |              |              |  |
|  | 1           | Tereza Martincová   | Tereza Martincová   | 6           | 6           |  |  |              |                   |                   |              |              |  |
|  | WC          | Jeong Yeong-won     | Jeong Yeong-won     | 4           | 2           |  |  | 1            | Tereza Martincová | Tereza Martincová | 1            | 2            |  |
|  |             | Olivia Tjandramulia | Olivia Tjandramulia | 1           | 1           |  |  | 10           | Priscilla Hon     | Priscilla Hon     | 6            | 6            |  |
|  | 10          | Priscilla Hon       | Priscilla Hon       | 6           | 6           |  |  |              |                   |                   |              |              |  |

### Sezione 2
|  | Primo turno | Primo turno         | Primo turno         | Primo turno | Primo turno |  |  | Ultimo turno | Ultimo turno  | Ultimo turno  | Ultimo turno | Ultimo turno |  |
|  |             |                     |                     |             |             |  |  |              |               |               |              |              |  |
|  | 2           | Arantxa Rus         | Arantxa Rus         | 6           | 6           |  |  |              |               |               |              |              |  |
|  | WC          | Kim Se-hyun         | Kim Se-hyun         | 3           | 1           |  |  | 2            | Arantxa Rus   | Arantxa Rus   | 6            | 7            |  |
|  | WC          | Oksana Kalashnikova | Oksana Kalashnikova | 4           | 4           |  |  | 7            | Jennifer Elie | Jennifer Elie | 4            | 62           |  |
|  | 7           | Jennifer Elie       | Jennifer Elie       | 6           | 6           |  |  |              |               |               |              |              |  |

### Sezione 3
|  | Primo turno | Primo turno     | Primo turno     | Primo turno | Primo turno |  |  | Ultimo turno | Ultimo turno    | Ultimo turno    | Ultimo turno | Ultimo turno |  |
|  |             |                 |                 |             |             |  |  |              |                 |                 |              |              |  |
|  | 3           | Luksika Kumkhum | Luksika Kumkhum | 6           | 7           |  |  |              |                 |                 |              |              |  |
|  |             | Choi Ji-hee     | Choi Ji-hee     | 1           | 65          |  |  | 3            | Luksika Kumkhum | Luksika Kumkhum | 6            | 6            |  |
|  | WC          | Ahn Yu-jin      | Ahn Yu-jin      | 5           | 1           |  |  | 9            | Katy Dunne      | Katy Dunne      | 2            | 1            |  |
|  | 9           | Katy Dunne      | Katy Dunne      | 7           | 6           |  |  |              |                 |                 |              |              |  |

### Sezione 4
|  | Primo turno | Primo turno             | Primo turno             | Primo turno | Primo turno |  |  | Ultimo turno | Ultimo turno            | Ultimo turno | Ultimo turno | Ultimo turno |  |
|  |             |                         |                         |             |             |  |  |              |                         |              |              |              |  |
|  | 4           | Miharu Imanishi         | Miharu Imanishi         | 6           | 6           |  |  |              |                         |              |              |              |  |
|  | WC          | Kim Da-bin              | Kim Da-bin              | 2           | 1           |  |  | 4            | Miharu Imanishi         | 6            | 5            | 1            |  |
|  | WC          | Ji Sun-ae               | Ji Sun-ae               | 0           | 0           |  |  | 8            | Varatchaya Wongteanchai | 2            | 7            | 6            |  |
|  | 8           | Varatchaya Wongteanchai | Varatchaya Wongteanchai | 6           | 6           |  |  |              |                         |              |              |              |  |

### Sezione 5
|  | Primo turno | Primo turno        | Primo turno        | Primo turno | Primo turno |  |  | Ultimo turno | Ultimo turno       | Ultimo turno | Ultimo turno | Ultimo turno |  |
|  |             |                    |                    |             |             |  |  |              |                    |              |              |              |  |
|  | 5           | Peangtarn Plipuech | Peangtarn Plipuech | 6           | 6           |  |  |              |                    |              |              |              |  |
|  |             | Chuang Chia-jung   | Chuang Chia-jung   | 2           | 1           |  |  | 5            | Peangtarn Plipuech | 5            | 6            | 6            |  |
|  |             | Park Sang-hee      | Park Sang-hee      | 3           | 2           |  |  | 12           | Kim Na-ri          | 7            | 2            | 1            |  |
|  | 12          | Kim Na-ri          | Kim Na-ri          | 6           | 6           |  |  |              |                    |              |              |              |  |

### Sezione 6
|  | Primo turno | Primo turno      | Primo turno      | Primo turno | Primo turno |  |  | Ultimo turno | Ultimo turno     | Ultimo turno     | Ultimo turno | Ultimo turno |  |
|  |             |                  |                  |             |             |  |  |              |                  |                  |              |              |  |
|  | 6           | Karolína Muchová | Karolína Muchová | 6           | 6           |  |  |              |                  |                  |              |              |  |
|  | WC          | Lee So-ra        | Lee So-ra        | 2           | 4           |  |  | 6            | Karolína Muchová | Karolína Muchová | 6            | 6            |  |
|  |             | Jeong Su-nam     | Jeong Su-nam     | 3           | 62          |  |  | 11           | Anna Morgina     | Anna Morgina     | 1            | 3            |  |
|  | 11          | Anna Morgina     | Anna Morgina     | 6           | 7           |  |  |              |                  |                  |              |              |  |